# Mieming
Mieming är en kommun i distriktet Imst i förbundslandet Tyrolen i Österrike. 
Kommunen består av fyra orter (Ortschaften) (inom parentes invånarantal 1 januari 2024) :
- Barwies (1 179)
- Obermieming (1 590)
- See (533)
- Untermieming (669)

I norr har kommunen en cirka två kilometer lång gräns mot Tyskland.